# Da Funk
Da Funk – instrumentalny utwór duetu Daft Punk zawarty na ich debiutanckim albumie "Homework". Pierwotnie wydany jako singel w 1995 r. w ramach wytwórni Soma Quality Recordings i ponownie w 1996 roku, kiedy zespół podpisał kontrakt z Virgin Records.  Teledysk do "Da Funk" i sam utwór w reżyserii Spike'a Jonze są uznawane za klasykę muzyki house z lat 1990.

## Spis utworów

### 12"
Strona A
1. "Da Funk" – 5:35

Strona B
1. "Musique" – 6:52

### Soma 25  12"
Strona A
1. "Da Funk" – 5:30

Strona B
1. "Rollin' & Scratchin'" – 7:38

### CD
1. "Da Funk" (wersja radiowa)
2. "Musique"
3. "Ten Minutes of Funk"

### 5-track DJ single
1. "Da Funk" (wersja krótka) – 2:41
2. "Da Funk" (wersja długa) – 3:48
3. "Da Funk" (wersja CD) – 5:35
4. "Ten Minutes of Funk" – 10:08
5. "Call Out Hook" – 0:10